# Dobitschen
Dobitschen es un municipio situado en el distrito de Altenburger Land, en el estado federado de Turingia (Alemania), a una altitud de 255 metros. Su población a finales de 2015 era de unos 480 habitantes y su densidad poblacional, 73 hab/km². Se encuentra junto a la frontera con el estado de Sajonia-Anhalt.
No pertenece a ninguna mancomunidad (Verwaltungsgemeinschaft), ya que las funciones de mancomunidad las realiza la vecina ciudad de Schmölln. En su territorio se incluyen las pedanías de Meucha, Pontewitz y Rolika, antiguos municipios que fueron integrados en el término municipal de Dobitschen entre 1950 y 1957 y que actualmente son pequeñas aldeas con una veintena de habitantes cada una.
Se conoce su existencia desde 1204, cuando se menciona en documentos la construcción de la iglesia del pueblo. El topónimo local es de origen eslavo y está relacionado con el término sorabo dobry ("bueno"), apareciendo la localidad mencionada en los primeros documentos como Doberschen o Dobrezhen. En el municipio se ubica el castillo de Dobitschen, un castillo de foso que se remonta al siglo XIII y que fue progresivamente reconstruido como mansión y usado más tarde como sede de la cooperativa y la escuela de música locales. La localidad perteneció al ducado de Sajonia-Altemburgo hasta la unificación de Turingia en 1918.
La localidad es el lugar de origen del compositor barroco Johann Friedrich Agrícola.